# N-(5-amino-5-karboksipentanoil)-L-cisteinil-D-valinska sintaza
N-(5-amino-5-karboksipentanoil)--cisteinil--valinska sintaza (EC 6.3.2.26, L-delta-(alfa-aminoadipoil)-L-cisteinil-D-valin sintetaza, ACV sintetaza, L-alfa-aminoadipil-cisteinil-valin sintetaza) je enzim sa sistematskim imenom L-2-aminoheksandioat:L-cistein:L-valin ligaza (formira AMP, invertuje valin). Ovaj enzim katalizuje sledeću hemijsku reakciju
3 ATP + L-2-aminoheksandioat + L-cistein + L-valin + H2O {\displaystyle \rightleftharpoons } 3 AMP + 3 difosfat + N-[L-5-amino-5-karboksipentanoil]--cisteinil-D-valin
Za dejstvo ovog enzima je neophodan jon Mg2+.

## Literatura
- Nicholas C. Price; Lewis Stevens (1999). Fundamentals of Enzymology: The Cell and Molecular Biology of Catalytic Proteins (Third изд.). USA: Oxford University Press. ISBN 019850229X.
- Eric J. Toone (2006). Advances in Enzymology and Related Areas of Molecular Biology, Protein Evolution (Volume 75 изд.). Wiley-Interscience. ISBN 0471205036.
- Branden C; Tooze J. Introduction to Protein Structure. New York, NY: Garland Publishing. ISBN 0-8153-2305-0.
- Irwin H. Segel. Enzyme Kinetics: Behavior and Analysis of Rapid Equilibrium and Steady-State Enzyme Systems (Book 44 изд.). Wiley Classics Library. ISBN 0471303097.
- William P. Jencks (1987). Catalysis in Chemistry and Enzymology. Dover Publications. ISBN 0486654605.

## Spoljašnje veze
- N-(5-amino-5-carboxypentanoyl)-L-cysteinyl-D-valine+synthase на 